# Entraygues-sur-Truyère
Entraygues-sur-Truyère település Franciaországban, Aveyron megyében. Lakosainak száma 970 fő (2022. január 1.). Entraygues-sur-Truyère Campouriez, Le Fel, Espeyrac, Florentin-la-Capelle, Golinhac és Saint-Hippolyte községekkel határos.

## Népesség
A település népességének változása:
| Lakosok száma | 1508 | 1523 | 1495 | 1195 | 1056 | 1038 | 996  | 985  | 981  | 970  |
|               | 1968 | 1982 | 1990 | 2006 | 2013 | 2015 | 2017 | 2019 | 2020 | 2022 |